# Tom Reinand
Tom Erik Otto Reinand, född 14 maj 1917 i Södra Åsums församling, Malmöhus län, död 12 februari 1978 i Masthuggs församling, Göteborg,  var en svensk barn- och ungdomspsykiater.
Reinand, som var son till folkskollärare Nils Reinand och Selma Molin, avlade studentexamen i Ystad 1937, blev medicine kandidat vid Lunds universitet 1940 och medicine licentiat där 1946. Han var underläkare vid medicinska avdelningarna på Göteborgs barnsjukhus och Göteborgs epidemisjukhus 1947–1956, underläkare på vid neurologiska kliniken på Sahlgrenska sjukhuset 1956, underläkare vid barnpsykiatriska avdelningen på Göteborgs barnsjukhus 1957–1966 och överläkare vid poliklinik 5 (västra distriktet) inom Göteborgs stads psykiska barna- och ungdomsvård från 1967.